# Aumühle (Maßbach)
Aumühle ist ein Gemeindeteil des Marktes Maßbach im unterfränkischen Landkreis Bad Kissingen in Bayern.

## Geographische Lage
Der rechtsseits und dorfabwärts an der Lauter liegende Gemeindeteil Aumühle der früheren Gemeinde Poppenlauer wurde mit dieser im Rahmen der Gebietsreform in Bayern am 1. Januar 1972 in die Marktgemeinde Maßbach eingegliedert.
Aumühle ist mit Poppenlauer zusammengewachsen.